# 布拉金卡河
布拉金卡河（發音：[braˈɣʲinka]，羅馬化：Braginka）是白俄羅斯的河流，屬於普里皮亞季河的左支流，河道全長179公里，流域面積2,778平方公里，發源自霍伊尼基東南11.5公里，部分河道受切爾諾貝爾核電廠事故波及。